# رئيس مجلس الشعب (سوريا)
رئيس مجلس الشعب السوري يمثل مجلس الشعب وهو السلطة التشريعية في سوريا. ويقوم بالتوقيع والتحدث بالنايبة عن المجلس.
يتم انتخاب مجلس الشعب كل أربع سنوات ميلادية، وفي أول اجتماع لمجلس الشعب المنتخب حديثاْ، يقوم المجلس بانتخاب رئيساً له. يجب على مجلس الشعب أن يجتمع على أقل ثلاث مرات سنوياً، ويحق لرئيس المجلس الدعوة لاجتماع استثنائي في حالات محددة. يجب على رئيس مجلس الشعب الدعوة لانتخابات رئاسية وذلك قبل 60 إلى 90 يوم من انتهاء ولاية الرئيس الحالي وهو من يقوم بالإعلان عن نتيجة هذه الانتخابات الرئاسية.
انتخب حموده يوسف صباغ رئيسا للمجلس وذلك خلال الجلسة الخامسة من الدورة العادية الخامسة للدور التشريعي الثاني التي انعقدت يوم 28 أيلول 2017 برئاسة نائب رئيس المجلس حينها نجدت أنزور.